# Problèmes de Landau

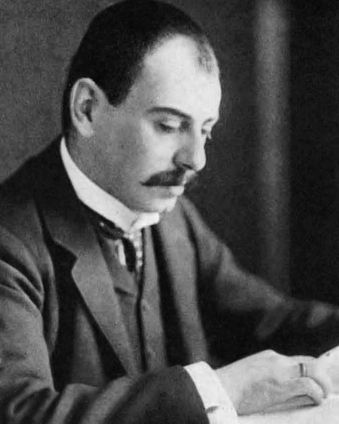
Edmund Landau

En mathématiques, l'expression problèmes de Landau renvoie à quatre problèmes à propos des nombres premiers qu'Edmund Landau présenta lors du congrès international des mathématiciens de 1912 à Cambridge. En 2025, ils ne sont pas résolus.
Ces problèmes furent caractérisés dans son discours comme étant « inattaquables dans l'état actuel des connaissances » :
1. La conjecture de Goldbach, qui énonce que « tout entier pair strictement supérieur à 2 peut s'écrire comme la somme de deux nombres premiers », est-elle vraie ?
2. La conjecture des nombres premiers jumeaux, qui énonce qu'« il existe une infinité de nombres premiers p tels que p + 2 est premier », est-elle vraie ?
3. La conjecture de Legendre, qui énonce qu'« il existe toujours au moins un nombre premier entre deux carrés parfaits consécutifs », est-elle vraie ?
4. La conjecture qui énonce qu'« il existe une infinité de nombres premiers p tels que p − 1 est un carré parfait » (ou dit autrement « il existe une infinité de nombres premiers de la forme n2 + 1) », est-elle vraie ?